# Relazione di Laplace
La legge di Laplace (o formula di Laplace) indica l'effetto della tensione superficiale tra due corpi di natura diversa.
Considerando il caso elementare della bolla di sapone, si verifica un salto di pressione nell'attraversamento perpendicolare dato da:
{\displaystyle \Delta p=\gamma \left({\frac {1}{r_{1}}}+{\frac {1}{r_{2}}}\right)}
dove:
- γ è la tensione superficiale tra la superficie e l'esterno (ex: aria / sapone)
- {\displaystyle {\frac {1}{r_{1}}}+{\frac {1}{r_{2}}}} è la somma delle curvature locali della superficie in esame, ed è una proprietà invariante della bolla stessa
- delta p è la  differenza di pressione

Questo salto di pressione (p1 > p2) determina l'esistenza del sistema "bolla di sapone" ed è un tipico fenomeno che mostra l'effetto della tensione superficiale. 
Nel caso di superficie piana i due raggi di curvatura risultano pari a infinito, motivo per cui la differenza di pressione nel caso di superfici piane è 0.
Nel caso della bolla di sapone la differenza di pressione risulta minore di zero. Mentre per un sistema opposto (goccia di acqua in aria) la differenza di pressione risulta maggiore di zero. 
Il fenomeno si spiega a causa del segno dei raggi osculatori, ricordando che il raggio osculatore è positivo se si trova nella fase liquida, e minore di zero se si trova nella fase gas.